# Carmen Julia Álvarez
Carmen Julia Álvarez   (Caracas, 4 de novembre de 1952) es una actriu veneçolana.

## Vida privada
Va estar casada amb els actors Eduardo Serrano (1969-1975) i Daniel Alvarado (1978-1994). Té dos fills amb Daniel Alvarado, Daniela i el seu fill Carlos Daniel.

## Telenovel·les
| Any       | Títol                         | Paper                               | Cadena                          |
| --------- | ----------------------------- | ----------------------------------- | ------------------------------- |
| 1965-1966 | La tirana                     |                                     | RCTV                            |
| 1967      | Amargo silencio               |                                     | Canal Once Televisión           |
| 1968      | El siervo de Dios             |                                     | RCTV                            |
| 1968      | El mulato                     |                                     | RCTV                            |
| 1969      | Mariana Montiel               | Mariana Montiel                     | RCTV                            |
| 1970-1971 | Simplemente María             | María                               | Cadena Venezolana de Televisión |
| 1971-1972 | Estación Central              | Cristina Vélez                      | Cadena Venezolana de Televisión |
| 1971      | Cuando se quiere ser feliz    | Carmita                             | Cadena Venezolana de Televisión |
| 1972      | Volver a vivir                |                                     | Cadena Venezolana de Televisión |
| 1973      | Aquella mujer                 |                                     | Cadena Venezolana de Televisión |
| 1974      | Tuya para siempre             |                                     | Venezolana de Televisión        |
| 1974      | Ojo por ojo                   | Rosalinda                           | Venezolana de Televisión        |
| 1974      | Crucificada                   |                                     | Venezolana de Televisión        |
| 1974-1975 | Un demonio con ángel          |                                     | Venezolana de Televisión        |
| 1975      | La cruz de la montaña         |                                     | Venezolana de Televisión        |
| 1976      | Canaima                       | Maigualida                          | RCTV                            |
| 1977      | Gabriela                      | Gabriela                            | RCTV i Caracol Televisión       |
| 1978      | Mariela, Mariela              |                                     | RCTV                            |
| 1978      | Sonia                         |                                     | RCTV                            |
| 1979      | Sangre Azul                   | María Teresa                        | RCTV                            |
| 1979      | Estefanía                     | Amanda Carvajal                     | RCTV                            |
| 1980      | Claudia                       |                                     | RCTV                            |
| 1981      | Elizabeth                     | Graciela                            | RCTV                            |
| 1982      | De su misma sangre            | Elisa                               | RCTV                            |
| 1983      | Días de infamia               | Constanza Reyes de Arciniegas       | RCTV                            |
| 1986-1987 | La intrusa                    | Ana Julia Rossi                     | RCTV                            |
| 1987      | Roberta                       | Rachel                              | RCTV                            |
| 1988      | La millonaria                 | Raiza Corrales / Sagrario Duvalier  | Televen                         |
| 1989      | La revancha                   | Elisenda                            | Venevisión                      |
| 1991      | La mujer prohibida            | Estrella Di Salvatori               | Venevisión                      |
| 1992      | Divina Obsesión               |                                     | Venevisión i Marte Televisión   |
| 1993      | El Paseo de la Gracia de Dios | Evarista                            | Venevisión i Marte Televisión   |
| 1994      | Pedacito de cielo             |                                     | Venevisión i Marte Televisión   |
| 1995      | Ilusiones                     | Altagracia Palacios                 | RCTV                            |
| 1997      | Destino de mujer              | Caridad                             | Venevisión                      |
| 1999      | Toda Mujer                    | Amparo                              | Venevisión                      |
| 2000      | Angélica Pecado               | Olga Rodríguez                      | RCTV                            |
| 2003      | La Invasora                   | Rosario Díaz                        | RCTV                            |
| 2005      | El amor las vuelve locas      | Amparo                              | Venevisión                      |
| 2010      | Tomasa Tequiero               | Pascualina                          | Venevisión                      |
| 2014      | Amor secreto                  | Trinidad Vielma, viuda de Gutiérrez | Venevisión                      |
| 2017      | Para verte mejor              | Alicia Leal de Blanco               | Venevisión                      |

### Sèries i minisèries
| Any       | Títol                             | Cadena                                   |
| --------- | --------------------------------- | ---------------------------------------- |
| 1966      | La criada malcriada               | RCTV                                     |
| 1976      | A millón, muchachos               | RCTV                                     |
| 1980      | El día que se terminó el petróleo | RCTV                                     |
| 1982      | Campeón sin corona                | RCTV                                     |
| 1984-1985 | Mami                              | RCTV                                     |
| 1998      | Así es la vida                    | Venevisión i Laura Visconti Producciones |
| 1999-2000 | La calle de los sueños            | Venevisión i Laura Visconti Producciones |

### Teleteatres i unitaris[Nota 1]
| Any  | Títol                 | Paper                      | Cadena |
| ---- | --------------------- | -------------------------- | ------ |
| 1977 | El hacha              | Emma                       | RCTV   |
| 1981 | Pobrecito el dragón   |                            | RCTV   |
| 1982 | La noche del sapo     |                            | RCTV   |
| 1982 | La tragedia de Raiza  | Dra. Raiza Ríos            | RCTV   |
| 1982 | La Virgen de Coromoto | Nuestra Señora de Coromoto | RCTV   |
| 1984 | Porcelanas            | Olga                       | RCTV   |

### Altres programes
| Any       | Títol                | Paper      | Cadena     |
| --------- | -------------------- | ---------- | ---------- |
| 1961-1964 | Jugando en la cocina | Conductora | TVN 5      |
| 1989-1990 | Gane con Venevisión  | Conductora | Venevisión |
| 2006-2007 | En la intimidad      | Conductora | Venevisión |

### Cinema
| Any  | Títol                                   | Paper                 |
| ---- | --------------------------------------- | --------------------- |
| 1964 | Pequeño Milagro                         |                       |
| 1964 | Acosada                                 |                       |
| 1968 | El Siervo de Dios (Camino de la Verdad) |                       |
| 1982 | Domingo de Resurrección                 | Alicia de Camacho     |
| 1988 | El Secreto                              | Esposa de Gaspar      |
| 1988 | El compromiso                           | Elena Núñez           |
| 2007 | Una abuela virgen                       | Inés                  |
| 2007 | 13 segundos                             | Teresa, mare de Luisa |
| 2010 | Muerte en alto contraste                |                       |
| 2010 | Taita Boves                             |                       |

## Teatre
| Any       | Títol                               |
| --------- | ----------------------------------- |
| 1975      | Espera en la oscuridad              |
| 2011      | Cosas de 2 entre 3                  |
| 2013      | Mujeres Infieles                    |
| 2014      | Todo o nada                         |
| 2015      | Primero muerta que bañada en sangre |
| 2017-2018 | Simplemente Carmen Julia            |